# Liste der Nummer-eins-Hits in der Slowakei (2006)
Dies ist eine Liste der Nummer-eins-Hits in der Slowakei im Jahr 2006. Sie basiert auf den Auswertungen von IFPI ČR, der nationalen Vertretung der tschechischen Musikindustrie. Grundlage sind die Rádio Top 100 für Singles.

## Singles
| | Liste der Nummer-eins-Hits in der Slowakei (Rádio Top 100) | Liste der Nummer-eins-Hits in der Slowakei (Rádio Top 100) | Liste der Nummer-eins-Hits in der Slowakei (Rádio Top 100)         | 2007 →                    |
| \| Zeitraum \| Wo. ges. \| Interpret \| Titel Autor(en) \| Zusätzliche Informationen \| \| (Zeitraum, Wochen auf Platz eins, Interpret, Titel, Autor[en], zusätzliche Informationen) \| \| \| \| \| \| ----------------------------------------------------------------------------------------- \| -------- \| ------------- \| ------------------------------------------------------------------ \| ------------------------- \| \| 35.–39. Woche 5 Wochen \| 5 \| Paris Hilton \| Stars Are Blind Fernando Garibay, Sheppard Solomon, Ralph McCarthy \| – \| \| 40. Woche 1 Woche \| 1 \| Desmod \| Niekto Ti To Povie Skor Než Ja \| – \| \| 41.–43. Woche 3 Wochen (insgesamt 4) \| 4 \| PEHA \| Renesancia \| – \| \| 44. Woche 1 Woche (insgesamt 9) \| 9 \| Tina \| Viem Že Povieš Áno \| – \| \| 45. Woche 1 Woche (insgesamt 4) \| 4 \| PEHA \| Renesancia \| – \| \| 46.–49. Woche 4 Wochen (insgesamt 9) \| 9 \| Tina \| Viem Že Povieš Áno \| – \| \| 50. Woche 1 Woche (insgesamt 4) \| 4 \| Nelly Furtado \| All Good Things (Come to an End) Timbaland, Hills, Martin \| – \| \| 51. Woche 1 Woche (insgesamt 4) \| 4 \| Desmod \| Zhorí Všetko Čo Mám \| – \| \| 52. Woche 2006 – 2. Woche 2007 3 Wochen (insgesamt 9) \| 9 \| Tina \| Viem Že Povieš Áno \| – \| |                                                            |                                                            |                                                                    |                           |
| |                                                            |                                                            |                                                                    | → 2007 →                  |
| Zeitraum | Wo. ges.                                                   | Interpret                                                  | Titel Autor(en)                                                    | Zusätzliche Informationen |
| (Zeitraum, Wochen auf Platz eins, Interpret, Titel, Autor[en], zusätzliche Informationen) |                                                            |                                                            |                                                                    |                           |
| 35.–39. Woche 5 Wochen | 5                                                          | Paris Hilton                                               | Stars Are Blind Fernando Garibay, Sheppard Solomon, Ralph McCarthy | –                         |
| 40. Woche 1 Woche | 1                                                          | Desmod                                                     | Niekto Ti To Povie Skor Než Ja                                     | –                         |
| 41.–43. Woche 3 Wochen (insgesamt 4) | 4                                                          | PEHA                                                       | Renesancia                                                         | –                         |
| 44. Woche 1 Woche (insgesamt 9) | 9                                                          | Tina                                                       | Viem Že Povieš Áno                                                 | –                         |
| 45. Woche 1 Woche (insgesamt 4) | 4                                                          | PEHA                                                       | Renesancia                                                         | –                         |
| 46.–49. Woche 4 Wochen (insgesamt 9) | 9                                                          | Tina                                                       | Viem Že Povieš Áno                                                 | –                         |
| 50. Woche 1 Woche (insgesamt 4) | 4                                                          | Nelly Furtado                                              | All Good Things (Come to an End) Timbaland, Hills, Martin          | –                         |
| 51. Woche 1 Woche (insgesamt 4) | 4                                                          | Desmod                                                     | Zhorí Všetko Čo Mám                                                | –                         |
| 52. Woche 2006 – 2. Woche 2007 3 Wochen (insgesamt 9) | 9                                                          | Tina                                                       | Viem Že Povieš Áno                                                 | –                         |